# Alec Benjamin
Alec Benjamin, de son nom complet Alec Shane Benjamin, né le 28 mai 1994  à Phoenix en Arizona, aux États-Unis, est un chanteur et auteur-compositeur-interprète américain Son single Let Me Down Slowly, sorti en 2018, atteint le top 40 dans plus de 25 pays et accumule plus de 1,3 milliard d'écoutes sur Spotify en juillet 2023.

## Biographie
Alec Benjamin est né à Phoenix en Arizona.
En 2018, il se fait connaitre pour ses chansons Paper Crown, I Built A Friend, End of the Summer, Let Me Down Slowly et Water Fountain,.
Benjamin est fortement influencé par des artistes tels qu'Eminem, John Mayer, Jason Mraz, Paul Simon, et Chris Martin (Coldplay).
Benjamin signe d'abord chez Columbia Records, alors qu'il est encore inscrit à l'université du Sud de la Californie, mais la société met fin à leur partenariat des semaines après avoir soumis son album. Malgré cela, il fait une tournée autofinancée en Europe, et se produit en première partie de Marina Kaye en France et Lea en Allemagne. Il fait la promotion de sa musique en se produisant dans des parkings à l'extérieur des salles de concert et en distribuant des cartes de visite.
Le 30 mai 2017, sa chanson I Built a Friend est utilisée comme support pour l'audition de danse contemporaine de Merrick Hanna lors du premier épisode de la 12e saison d'America's Got Talent. Hanna utilise la reprise de Lost Boy de Ruth B (en) par Alec Benjamin pour sa performance en direct en quart de finale, plus tard dans la saison.
La mixtape de Benjamin Narrated For You atteint la 127e place du Billboard 200 américain en 2019. La mixtape comprend les chansons Water Fountain et Let Me Down Slowly (dont la dernière est rééditée en single avec Alessia Cara). Pour rester fidèle à ses racines tout en faisant la promotion de la mixtape, il crée Can I Sing For You?, vidéos sur YouTube dans lesquelles il interprète ses chansons écrites en acoustique devant des personnes en public. En 2019, il enregistre deux singles avec Spotify Studios NYC, dont l'un est une reprise de Stan d'Eminem. En 2009, il se produit au festival de musique KAABOO à Del Mar, Californie.
Le premier album de Benjamin, These Two Windows, sort le 29 mai 2020. L'album atteint la 75e place du Billboard 200 américain. L'album contient le single Oh My God : la chanson n'est pas entrée dans le classement Billboard Hot 100 mais a culminé à la 32e place du classement Mainstream Top 40 et à la 26e du classement Adult Top 40. Pour promouvoir l'album, il ramène sur YouTube les vidéos de The Story Behind the Story, une série qu'il a commencée avec les versions originales de I Built a Friend et Water Fountain. Les vidéos expliquent le contexte et les paroles de certaines de ses chansons les plus populaires. En plus de son projet solo, Benjamin a co-écrit des chansons pour d'autres artistes, comme New York Soul (Part II) de l'album The Human Condition de Jon Bellion.

## Discographie

### Album studio
| Titre                                                               | Détails |
| ------------------------------------------------------------------- | ------- |
| These Two Windows - Sortie : 29 mai 2020 - Label : Atlantic Records | -       |

### Mixtapes
| Titre                                                      | Détails | Plus haute position dans les classements | Plus haute position dans les classements | Plus haute position dans les classements |
| Titre                                                      | Détails | US Heat                                  | NLD                                      | NOR                                      |
| ---------------------------------------------------------- | ------- | ---------------------------------------- | ---------------------------------------- | ---------------------------------------- |
| America - Sortie : 22 avril 2013 - Label : White Rope      | -       | —                                        | —                                        | —                                        |
| Narrated for You - Sortie : 16 novembre 2018 - Label : N/A | 20      | 132                                      | 9                                        | -                                        |
| These Two Windows - Sortie : 29 mai 2020                   |         |                                          |                                          |                                          |

### Singles
| Titre                                                                                               | Année |     | Plus haute position dans les classements | Plus haute position dans les classements | Plus haute position dans les classements | Certifications | Album             |
| Titre                                                                                               | Année | BEL | MLY                                      | NOR                                      | SWE Heat                                 | Certifications | Album             |
| --------------------------------------------------------------------------------------------------- | ----- | --- | ---------------------------------------- | ---------------------------------------- | ---------------------------------------- | -------------- | ----------------- |
| Paper Crown                                                                                         | 2014  | -   | —                                        | —                                        | —                                        |                | Non-album singles |
| End of the Summer                                                                                   | 2016  | -   | —                                        | —                                        | —                                        |                | Non-album singles |
| I Built a Friend                                                                                    | 2017  | -   | —                                        | —                                        | —                                        |                | Non-album singles |
| Let Me Down Slowly (solo or featuring Alessia Cara)                                                 | 2018  | 4   | 20                                       | 12                                       | 18                                       | - MC: Gold     | Narrated for You  |
| Boy in the Bubble                                                                                   | 2018  | -   | —                                        | —                                        | —                                        |                | Narrated for You  |
| If We Have Each Other                                                                               | 2018  | -   | —                                        | —                                        | —                                        |                | Narrated for You  |
| Death of a Hero                                                                                     | 2018  | -   | —                                        | —                                        | —                                        |                | Narrated for You  |
| Outrunning Karma                                                                                    | 2018  | -   | —                                        | —                                        | —                                        |                | Narrated for You  |
| 1994                                                                                                | 2018  | -   | —                                        | —                                        | —                                        |                | Narrated for You  |
| Water Fountain                                                                                      | 2018  |     |                                          |                                          |                                          |                | Narrated for You  |
| Annabelle's Homework                                                                                | 2018  |     |                                          |                                          |                                          |                | Narrated for You  |
| Swim                                                                                                | 2018  |     |                                          |                                          |                                          |                | Narrated for You  |
| Steve                                                                                               | 2018  |     |                                          |                                          |                                          |                | Narrated for You  |
| Gotta Be A Reason                                                                                   | 2018  |     |                                          |                                          |                                          |                | Narrated for You  |
| If I Killed Someone For You                                                                         | 2018  |     |                                          |                                          |                                          |                | Narrated for You  |
| Six Feet Apart                                                                                      | 2020  |     |                                          |                                          |                                          |                |                   |
| Mind Is a Prison                                                                                    | 2020  |     |                                          |                                          |                                          |                | These Two Windows |
| Demons                                                                                              | 2020  |     |                                          |                                          |                                          |                | These Two Windows |
| Oh My God                                                                                           | 2020  |     |                                          |                                          |                                          |                | These Two Windows |
| The Book of You & I                                                                                 | 2020  |     |                                          |                                          |                                          |                | These Two Windows |
| Match in the Rain                                                                                   | 2020  |     |                                          |                                          |                                          |                | These Two Windows |
| Jesus in LA                                                                                         | 2020  |     |                                          |                                          |                                          |                | These Two Windows |
| I'm Not a Cynic                                                                                     | 2020  |     |                                          |                                          |                                          |                | These Two Windows |
| Alamo                                                                                               | 2020  |     |                                          |                                          |                                          |                | These Two Windows |
| Must Have Been the Wind                                                                             | 2020  |     |                                          |                                          |                                          |                | These Two Windows |
| Just Like You                                                                                       | 2020  |     |                                          |                                          |                                          |                | These Two Windows |
| "—" désigne un single qui n'a pas été classé ou qui n'est pas sorti dans le territoire en question. |       |     |                                          |                                          |                                          |                |                   |